# Hugo III. (Zypern)
Hugo von Antiochia-Lusignan (* um 1235; † März 1284 in Tyrus) war als Hugo III. König von Zypern sowie als Hugo I. König von Jerusalem.
Er war der Sohn des Heinrich von Antiochia und somit Enkel des Fürsten Bohemund IV. von Antiochia aus dem Geschlecht der Ramnulfiden. Seine Mutter war Isabella von Zypern, die Tochter König Hugos I. von Zypern.
Nachdem seine Tante Königin Plaisance von Zypern 1261 gestorben war, wurde Hugo an deren Stelle als Regent für seinen minderjährigen Vetter Hugo II. von Zypern eingesetzt. Hugo II. war 1258 von einer Mehrheit der Barone des Königreichs Jerusalem an Stelle des nominalen (ebenfalls minderjährigen) Königs Konradin zum „Herrn von Jerusalem“ proklamiert worden und seine Regenten hatten die Regierung im Königreich übernommen. 1264 übernahm Hugo auch dort die Regentschaft für seinen Vetter.
Als Hugo II. 1267 minderjährig und kinderlos starb, folgte ihm Hugo als Hugo III. von Zypern. Nach der Hinrichtung Konradins 1268 durch Karl von Anjou in Neapel wurde er vom Haute Cour von Jerusalem als neuer König anerkannt und ließ sich darauf als Hugo I. am 24. September 1269 in Tyrus auch zum König von Jerusalem krönen. Anschließend nahm er am Kreuzzug des englischen Prinzen Eduard Plantagenet teil (siehe Kreuzzug des Prinzen Eduard), mit dem er am 9. Mai 1271 in Akkon anlandete. Ein Invasionsversuch auf Zypern durch Sultan Baibars I. konnte zurückgeschlagen werden. Allerdings gelang es den Mamluken im Gegenzug die mit den „Franken“ verbündeten Mongolen aus Syrien zurückzuschlagen, weshalb der Kreuzzug in einem Patt endete. Am 22. Mai 1272 unterzeichnete Hugo in Caesarea mit den Mamluken einen auf zehn Jahre und zehn Monate befristeten Waffenstillstand, der den Christen ihre Territorien bestätigte.
Anschließend residierte Hugo mehrere Jahre in Akkon, der Hauptstadt des verbliebenen Königreichs Jerusalem. Seine Regierung dort wurde aber besonders vom Templerorden behindert, weshalb er im Oktober 1276 Balian von Ibelin als seinem Bailli die Regentschaft anvertraute und das Festland wieder nach Zypern verließ. Seine Position als König von Jerusalem wurde dann durch Karl von Anjou bestritten, der 1277 von Hugos Tante Maria von Antiochia deren fragwürdige Thronansprüche gekauft hatte und im September des Jahres mit der Unterstützung der Templer Akkons dieses unter seine Kontrolle brachte, wo er faktisch als Gegenkönig zu Hugo auftrat. Von den Herren von Tyrus und Beirut wurde Hugo allerdings weiter als ihr König anerkannt. 1283 landete Hugo III. in Tyrus, um von dort aus die Rückeroberung Akkons zu versuchen. Seine zypriotischen Vasallen waren allerdings nicht bereit, für längere Zeit außerhalb von Zypern Kriegsdienst zu leisten, so dass das Unternehmen scheiterte. In Tyrus erkrankte Hugo schließlich und starb dort im März 1284, sein Leichnam wurde in die Kathedrale St. Sophia (die heutige Selimiye-Moschee) in Nikosia überführt.

## Nachkommen
Er heiratete Isabella von Ibelin, Tochter des Konstablers von Zypern, Guido von Ibelin, mit der er fünf Söhne und drei Töchter hatte:
- Johann I./II. († 20. Mai 1285), 1284 König von Zypern und Jerusalem;
- Bohemund († 3. November 1283);
- Heinrich II. († 1324) 1285 König von Zypern und Jerusalem ⚭ 1319 Konstanze, Tochter des Königs Friedrich II. von Sizilien;
- Amalrich, Konstabler von Jerusalem, Regent von Zypern 1306–1310, Titularfürst von Tyrus ⚭ Isabella von Armenien, Tochter des Königs Leo III.;
- Guido († 1303), Konstabler von Zypern ⚭ nach 1284 Eschiva von Ibelin, Herrin von Beirut, Witwe des Humfried von Montfort;
- Margarete, ⚭ Thoros III. von Armenien;
- Alice, ⚭ Balian von Ibelin († 1315/16), Titularfürst von Galiläa
- Maria ⚭ Jakob, König von Aragon-Sizilien;